# Nguyễn Thúy Hiền (vận động viên)
Nguyễn Thúy Hiền (sinh ngày 11 tháng 3 năm 1979) là một cựu nữ vận động viên wushu chuyên nghiệp người Việt Nam. Cô được đánh giá là một trong những vận động viên wushu Việt Nam xuất sắc nhất trong thế hệ của mình.
Năm 1993, Nguyễn Thúy Hiền đã trở thành vận động viên Việt Nam đầu tiên giành huy chương vàng tại giải vô địch wushu thế giới khi mới 14 tuổi. Sau đó, cô luôn giữ vững vị trí là vận động viên wushu hàng đầu của Việt Nam và châu Á ở bộ môn wushu cho đến khi giải nghệ vào năm 2005. 
Sau khi rời các đấu trường, cô từng có thời gian là huấn luyện viên và trọng tài môn Wushu cho Sở Thể dục Thể thao Hà Nội.

## Tiểu sử và sự nghiệp
Nguyễn Thúy Hiền sinh ngày 11 tháng 3 năm 1979 tại Gia Lâm, Hà Nội trong một gia đình có truyền thống về thể thao, bố cô là một cựu cầu thủ bóng đá của đội Sông Lam Nghệ An còn chị cô, Nguyễn Thúy Vinh (sinh năm 1977) cũng đã từng là tuyển thủ quốc gia ở môn cầu mây.
Từ năm 12 tuổi, Thúy Hiền đã cùng chị ruột Thúy Vinh học võ Thiếu Lâm với võ sư Nguyễn Tùng Lâm tại Trường Phổ thông cơ sở Đức Giang. Việc học võ này hai chị em giấu mẹ nhưng lại được sự ủng hộ của bố. Riêng Thúy Hiền, nhờ năng khiếu bẩm sinh, cô đã nhanh chóng chiếm được sự tin yêu của thầy dạy và đồng môn qua những đường quyền, ngọn cước, mũi côn lúc dịu dàng khi dũng mãnh vượt xa nhiều bạn đồng môn cùng trang lứa khác. Sau khi tập được một năm, cô liên tục đạt nhiều huy chương vàng về các môn múa côn và đối luyện ở giải võ cổ truyền thành phố và toàn quốc.
Trong những năm này, môn Wushu bắt đầu được ông Hoàng Vĩnh Giang, khi đó là giám đốc Sở thể dục thể thao Hà Nội du nhập vào Việt Nam. Năm 1992 có thể coi là một bước ngoặt đối với Thúy Hiền khi cô được Hoàng Vĩnh Giang chọn đưa sang tập luyện môn Wushu tại một lớp Wushu đầu tiên của Hà Nội. Dưới sự hướng dẫn trực tiếp của các vị thầy: Nguyễn Tùng Lâm, Nguyễn Xuân Thi và đặc biệt là dưới sự hướng dẫn của hai huấn luyện viên Trung Quốc Phan Hán Quang và Trần Húc Hồng, Thúy Hiền đã có những tiến bộ vượt bậc.
Chỉ 1 năm sau, năm 1993, tại giải vô địch thế giới lần thứ 2 tổ chức tại Malaysia, Nguyễn Thúy Hiền khi đó mới 14 tuổi đã được chọn vào thành phần đội tuyển Việt Nam thi đấu ở nội dung [taolu] (biểu diễn). Lần đầu tiên tham dự một giải tầm cỡ quốc tế, cô đã được sự động viên của thầy cô và các anh chị trong đoàn để vượt qua những lo âu, áp lực, hoàn tất hai bài thi xuất sắc mang về cho Wushu Việt Nam một huy chương vàng Đao thuật và một huy chương bạc Trường quyền, bên cạnh một huy chương vàng môn Tán thủ của Mai Thanh Ba và một huy chương đồng Tán thủ của Vũ Văn Thường.
Sự kiện này đã đưa Thúy Hiền vào lịch sử thể thao Việt Nam với tư cách người đầu tiên đoạt được huy chương vàng thế giới. Trở về nước, Thúy Hiền đã được Chính phủ tặng thưởng Huân chương lao động hạng 3.
Năm 1994, Thúy Hiền tham gia thi đấu Wushu tại Asiad nhưng thất bại. Khi về nước, lấy phương châm "thất bại là mẹ của thành công", cô ra sức tập luyện nhiều hơn với những đợt tập huấn tại Trung tâm huấn luyện vận động viên cấp cao ở Hà Nội cũng như tại Quảng Tây (Trung Quốc)
Sang năm 1995 được xem là năm bội thu huy chương của Thúy Hiền. Tại giải Wushu Đông Nam Á tổ chức tại Hà Nội, cô giành 2 huy chương vàng môn Đao thuật và Trường quyền. Cùng năm này, cô còn được cử tham dự giải vô địch thế giới Wushu tổ chức tại Baltimore, Hoa Kỳ và ở giải này, do đối đầu cùng vận động viên Trung Quốc nên cô chỉ chiếm được một huy chương bạc và hai huy chương đồng. Từ đây hình ảnh Thúy Hiền đã trở nên quen thuộc đối với những người hâm mộ thể thao nói chung và Wushu nói riêng.
Năm 1996 Thúy Hiền được đưa sang tập huấn tại Quảng Châu (Trung Quốc) trong một thời gian khá dài. Cũng trong năm này, cô tham gia thi đấu một lần tại giải vô địch Wushu châu Á tổ chức ở Philipines, đoạt một huy chương vàng Đao thuật và một huy chương bạc Trường quyền.
Năm 1997 cô lại đoạt 2 huy chương vàng về đao thuật và trường quyền tại SEA Games 19 tổ chức tại Indonesia và chỉ khoảng 20 ngày sau, tại giải vô địch thế giới Wushu tổ chức ở Roma, Ý, cô lại đạt 1 huy chương vàng Thương thuật và hai huy chương bạc Đao thuật, Trường quyền. Với thành tích đó, cô được Nhà nước tặng thưởng Huân chương Lao động hạng 2 và được bình chọn là vận động viên xuất sắc nhất Việt Nam năm 1997.
Năm 1999, cô giành huy chương vàng môn trường quyền và huy chương bạc môn đao và thương trong giải vô địch thế giới lần thứ 5.
Năm 2001 được đánh giá là một trong những năm bội thu huy chương vàng của Thúy Hiền. Tại SEA Games 21 tổ chức năm 2001, cô giành được 3 huy chương vàng. Cũng trong năm này cô giành tiếp 3 huy chương vàng tại giải vô địch thế giới Wushu tại Armenia.
Năm 2003, cô tiếp tục giành huy chương vàng môn đao thuật tại giải vô địch thế giới lần thứ 7 tổ chức tại Ma Cao, Trung Quốc.
Nguyễn Thúy Hiền đã luôn là niềm hy vọng vàng cho đoàn thể thao Việt Nam tại SEA Games, ASIAD, Giải vô địch Wushu Đông Nam Á, châu Á hay Thế giới trong suốt một thời tuổi trẻ tập luyện và thi đấu. Ánh mắt, nét mặt, động tác dứt khoát, sự kiên định và cố gắng không mệt mỏi là lý do giúp Thúy Hiền liên tục là trụ cột của đội wushu trong nhiều năm.
Từ năm 2005 cô đã nghỉ thi đấu và trở thành huấn luyện viên, trọng tài môn Wushu cho Sở thể dục thể thao Hà Nội.

## Giải thưởng
Ngoại trừ một giải đấu duy nhất Thúy Hiền không đạt huy chương vàng là Đại hội thể thao châu Á Asiad 1994, tổng cộng cô đã giành được 7 huy chương vàng thế giới, 2 huy chương vàng châu Á, 2 huy chương vàng Đông Nam Á, và là vận động viên wushu Việt Nam giành nhiều huy chương vàng nhất tại các kỳ SEA Games với 8 lần bước lên bục cao nhất.
Thúy Hiền đã 6 lần đoạt danh hiệu Vận động viên tiêu biểu trong năm của thể thao Việt Nam (các năm 1993, 1996, 1997, 1998, 1999, 2001), được Nhà nước Việt Nam trao đủ bộ Huân chương Lao động hạng nhất, nhì, ba.
Cô cũng được chọn là vận động viên đại diện cho thể thao Việt Nam rước đuốc trong lễ khai mạc SEA Games 22 (2003) tại sân vận động Mỹ Đình.

## Thông tin khác
Ít ai biết rằng đằng sau những danh hiệu rực rỡ đó của Thúy Hiền là sự nỗ lực vượt qua những khó khăn nhiều lúc tưởng không thể vượt qua của cuộc sống riêng tư. Thúy Hiền không có sức khỏe như các võ sĩ khác, cơn đau dạ dày, đau thần kinh tọa luôn hành hạ cô, một phần do hậu quả của việc chấn thương đốt sống cổ, đốt sống lưng do luyện tập liên miên. Vì thế, Hiền xinh đẹp nhưng xanh xao, có lúc cô chỉ còn nặng 40 kg sau mỗi đợt uống thuốc giảm đau, nhưng vẫn gồng mình bước ra thảm đấu.
Năm 2002, Thúy Hiền lập gia đình với ca sĩ Anh Tú và hai người đã có hai người con gái (Lam Phương và Ngân Hà, người sau này đi theo con đường ca hát với nghệ danh Lexxy). Tuy nhiên sau 4 năm chung sống, 2 người đã ly hôn. Ngoài việc tiếp tục sự nghiệp Wushu thông qua truyền dạy thế hệ trẻ, cô cũng từng hợp tác với chị mình là Nguyễn Thúy Vinh mở hai cửa hàng thời trang tại Hà Nội.

## Điện ảnh
Năm 2016, Thúy Hiền cùng chị là Thúy Vinh được mời tham gia đóng phim Nữ đại gia của đạo diễn Lê Văn Kiệt. Phim có sự tham gia diễn xuất của MC hải ngoại Nguyễn Cao Kỳ Duyên, Trương Quỳnh Anh. Trước đó, cô từng được Johnny Trí Nguyễn ngỏ ý mời tham gia phim Dòng máu anh hùng công chiếu năm 2007 nhưng không thành vì sinh con.

## Chương trình truyền hình đã tham gia
| Năm  | Chương trình                    | Vai trò    |
| ---- | ------------------------------- | ---------- |
| 2024 | Chị đẹp đạp gió rẽ sóng (mùa 2) | Người chơi |